# Bernhoff Hansen
Bernhoff Otelius Hansen (ur. 17 sierpnia 1877 w Rognan; zm. 22 grudnia 1950 w Smithtown) – norwesko-amerykański zapaśnik walczący w stylu wolnym. Złoty medalista olimpijski z St.Louis 1904 w wadze ciężkiej plus 71 kg.
Międzynarodowy Komitet Olimpijski klasyfikuje go jako reprezentanta USA, jednakże norwescy historycy udokumentowali, że Hansen do 1925 roku był zarejestrowany jako obcokrajowiec w Stanach Zjednoczonych, a także prawdopodobnie nigdy nie posiadał obywatelstwa tego kraju.
Mistrz Amateur Athletic Union w 1904 i 1905 roku.

## Letnie Igrzyska Olimpijskie 1904
| Konkurencja             | Walki                 | Walki                    | Walki                | Klas. końcowa |
| Konkurencja             | Pierwsza runda        | Półfinał                 | Finał                | Miejsce       |
| ----------------------- | --------------------- | ------------------------ | -------------------- | ------------- |
| styl wolny, waga ciężka | Fred Warmbold (USA) W | William Hennessy (USA) W | Frank Kugler (USA) W | I             |